# Robert Shaw (Physiker)
Robert Stetson Shaw (* 19. Juli 1946 in Boston, Massachusetts) ist ein US-amerikanischer Physiker, der sich mit Chaostheorie beschäftigt.

## Leben
Shaw studierte zunächst an der Harvard University, unterbrach aber mehrfach das Studium, einmal wegen des Militärdienstes und ein andermal um in einer Kommune zu leben. Er gehörte Ende der 1970er Jahre zu einer Gruppe von Studenten an der University of California, Santa Cruz, die Pionierarbeit in der Chaosphysik leisteten (Norman Packard, J. Doyne Farmer, James Crutchfield). Nebenher versuchten Ende der 1970er Jahre Teile der Gruppe, zu denen auch Shaw gehörte, mit einem auf physikalischen Vorhersageprinzipien beruhenden Roulette-System in Las Vegas Gewinne zu machen, worüber später Thomas Bass 1985 ein Buch schrieb (The Newtonian Casino). 1980 schloss er seine Dissertation in Santa Cruz ab. Er schrieb Anfang der 1980er Jahre in Santa Cruz damals einflussreiche Aufsätze über Chaostheorie und Informationstheorie, insbesondere den Aufsatz Strange Attractors, Chaotic Behaviour and Information Flow, den er 1978 für den Jacot Preis in Paris einreichte, wo er eine ehrenvolle Erwähnung fand. Der Aufsatz fand als Preprint Ende der 1970er Jahre weite Verbreitung in Kreisen von Theoretikern der sich damals ausbildenden Chaosphysik.
Nach der Promotion forschte er am Institute for Advanced Study in Princeton, wo er mit Norman Packard und Stephen Wolfram an der Theorie zellulärer Automaten arbeitete.
Wie Gleick in seinem Buch „Chaos“ 1987 schrieb, war Shaw in den 1980er Jahren mehrfach nahe daran, die Physik aufzugeben. 1988 erhielt er für seine Arbeiten zur Chaostheorie eine MacArthur Fellowship.
2007 arbeitete Shaw als Forscher für das von Packard gegründete venezianische Biotech-Unternehmen ProtoLife.